# Дернбах (Пфальц)

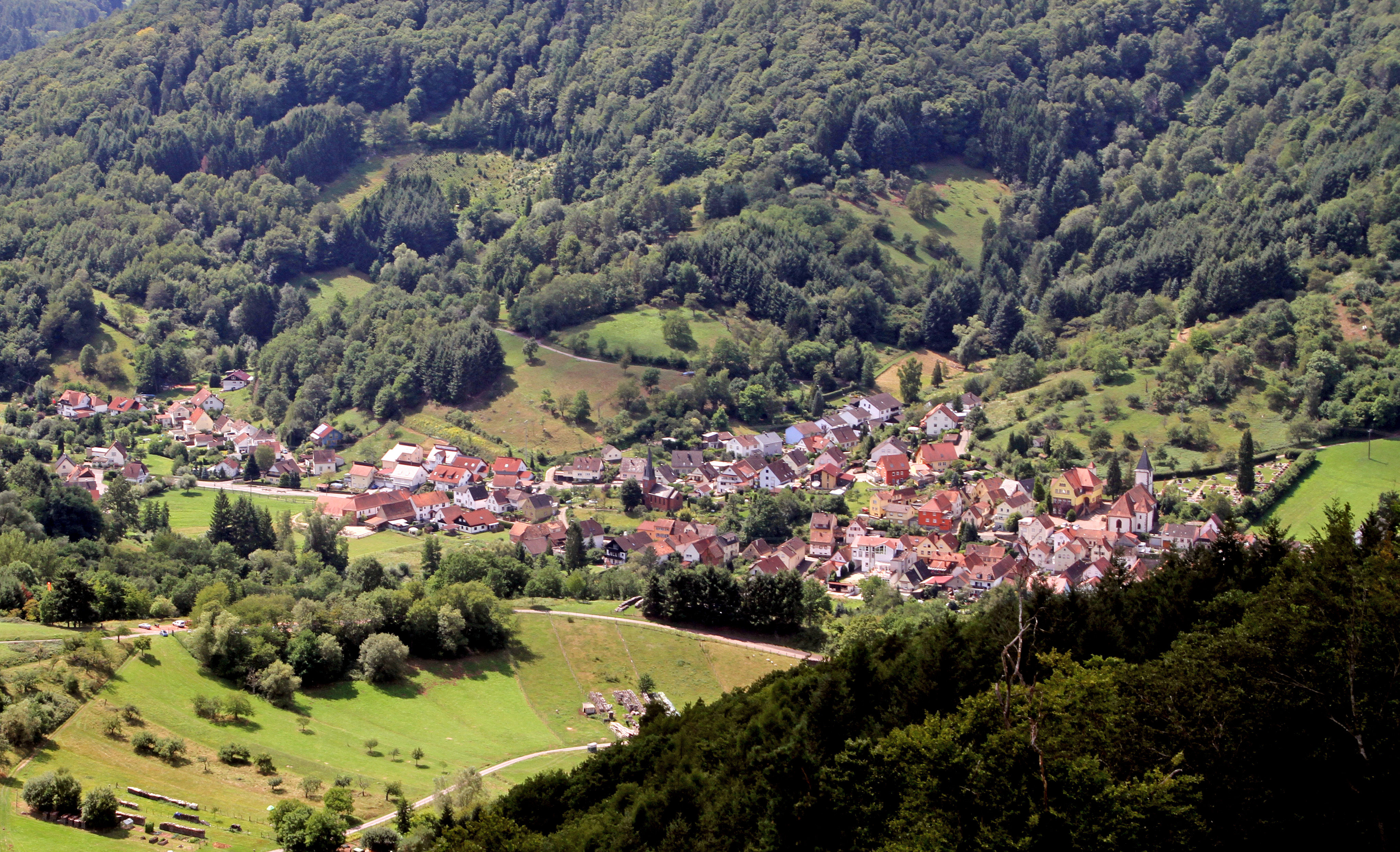

Дернбах (нем. Dernbach) — коммуна в Германии, в земле Рейнланд-Пфальц.
Входит в состав района Южный Вайнштрассе. Подчиняется управлению Аннвайлер ам Трифельс. Население составляет 442 человека (на 31 декабря 2010 года). Занимает площадь 3,86 км².